# Поточки (притока Попраду)
Поточки (словац. Potôčky) — річка; права притока Попраду, протікає в окрузі Попрад.
Довжина приблизно 10,5-11,0 км. Витік знаходиться в масиві Козі Хребти (схил гори Козі Камень) — на висоті приблизно 1155 метрів.
Протікає територією села Списька Теплиця і міста Попрад.. Впадає в Попрад на висоті приблизно 675—680 метрів.